# 다나카 도미오
다나카 도미오(일본어: 田中 富生, 1960년 4월 12일 ~ )는 일본의 전 프로 야구 선수이다. 에히메현 미나미우와군 아이난정 출신이며 현역 시절 포지션은 투수였다.

## 인물
미나미우와 고등학교 시절에는 에이스로서 1978년 춘계 선발 대회(제50회 선발 고등학교 야구 대회)에 출전하여 미나미우와 고등학교로서는 첫 고시엔 구장에서의 출전을 이뤘다. 이 대회의 1차전에서는 소토쿠 고등학교(히로시마현)를 꺾었지만 2차전에서는 훗날 대학 동기가 되는 니시다 신지, 기도 가쓰히코의 배터리와 1년 후배이자 1루수인 고바야카와 다케히코 등이 소속된 PL가쿠엔 고등학교에게 패했다.
고교 졸업 후 호세이 대학에 진학, 도쿄 6대학 야구 리그에서는 재학 중 팀의 세 차례 우승을 경험했다. 그러나 1년 후배인 와다 마모루(닛산 자동차)에 밀려 3학년까지 눈에 띈 활약은 없었다. 4학년 때는 39와 1/3이닝 연속 무실점 기록을 세우는 등 에이스로서 활약하며 1982년 춘계 리그 우승에 기여했다. 같은 해 열린 전일본 대학 야구 선수권 대회에서는 결승전에서 에이스 니무라 도루가 소속된 도요 대학을 누르고 우승했다. 와다와 함께 미일 대학 야구 선수권 대회의 일본 대표팀 선수로 발탁됐다. 리그 통산 28경기 등판하여 13승 1패, 평균 자책점 0.97, 탈삼진 86개를 기록했고 베스트 나인을 2회 수상했다.
1982년 프로 야구 드래프트 회의에서 닛폰햄 파이터스로부터 1순위 지명을 받았고 1983년 4월 20일 난카이 호크스전에서 데뷔 첫 등판을 이뤘다. 같은 해 5월 1일 롯데 오리온스전에서 프로 첫 승을 기록했다. 1984년에 닛폰햄 선발 투수진의 일원으로 활약하여 8승 13패라는 성적을 남겼고 동시에 데뷔 후 처음으로 올스타전에도 출전했다. 이듬해 1985년에는 8승을 기록했지만 1986년에 3승 8패라는 저조한 성적을 남겼다.
1988년에 오미야 다쓰오와 함께 오시마 야스노리, 소타 야스지와의 맞트레이드로 주니치 드래건스에 이적했다. 하지만 주니치에서도 좋은 성적을 남기지 못하고 1993년을 끝으로 은퇴했다.
은퇴 후 프로 야구 마스터스 리그인 나고야 80D'sers의 일원으로서 참여하고 있다.

## 상세 정보

### 출신 학교
- 에히메 현립 미나미우와 고등학교
- 호세이 대학

### 선수 경력
- 닛폰햄 파이터스(1983년 ~ 1987년)
- 주니치 드래건스(1988년 ~ 1993년)

### 개인 기록

#### 첫 기록
- 첫 등판 : 1983년 4월 20일, 대 난카이 호크스전(오사카 구장)
- 첫 탈삼진 : 상동, 구보데라 유지로부터
- 첫 승리 : 1983년 5월 1일, 대 롯데 오리온스전(고라쿠엔 구장)

#### 기타
- 올스타전 출장 : 1회(1984년)

### 등번호
- 11(1983년 ~ 1987년)
- 41(1988년 ~ 1993년)

### 연도별 투수 성적
| 연 도       | 소 속       | 등 판 | 선 발 | 완 투 | 완 봉 | 무 4 구 | 승 리 | 패 전 | 세 이 브 | 홀 드 | 승 률 | 타 자 | 이 닝 | 피 안 타 | 피 홈 런 | 볼 넷 | 고 4 | 몸 맞 | 탈 삼 진 | 폭 투 | 보 크 | 실 점 | 자 책 점 | 평 자 책 | W H I P |
| ----------- | ----------- | ----- | ----- | ----- | ----- | ------- | ----- | ----- | -------- | ----- | ----- | ----- | ----- | -------- | -------- | ----- | ---- | ----- | -------- | ----- | ----- | ----- | -------- | -------- | ------- |
| 1983년      | 닛폰햄      | 25    | 15    | 0     | 0     | 0       | 4     | 6     | 0        | --    | .400  | 471   | 106.1 | 116      | 14       | 48    | 1    | 4     | 63       | 0     | 0     | 54    | 50       | 4.23     | 1.54    |
| 1984년      | 닛폰햄      | 27    | 25    | 7     | 1     | 0       | 8     | 13    | 0        | --    | .381  | 770   | 174.0 | 183      | 22       | 78    | 2    | 3     | 91       | 2     | 0     | 100   | 93       | 4.81     | 1.50    |
| 1985년      | 닛폰햄      | 28    | 22    | 3     | 0     | 0       | 8     | 11    | 0        | --    | .421  | 567   | 132.2 | 140      | 19       | 48    | 0    | 1     | 61       | 0     | 0     | 89    | 76       | 5.16     | 1.42    |
| 1986년      | 닛폰햄      | 29    | 17    | 4     | 1     | 0       | 3     | 8     | 0        | --    | .273  | 491   | 114.2 | 134      | 20       | 23    | 0    | 4     | 49       | 3     | 0     | 61    | 58       | 4.55     | 1.37    |
| 1987년      | 닛폰햄      | 17    | 12    | 1     | 0     | 0       | 3     | 3     | 0        | --    | .500  | 282   | 62.1  | 81       | 10       | 17    | 0    | 1     | 13       | 1     | 0     | 46    | 36       | 5.20     | 1.57    |
| 1988년      | 주니치      | 18    | 2     | 0     | 0     | 0       | 1     | 1     | 0        | --    | .500  | 125   | 30.2  | 31       | 4        | 6     | 0    | 1     | 14       | 1     | 0     | 18    | 16       | 4.70     | 1.21    |
| 1989년      | 주니치      | 16    | 4     | 0     | 0     | 0       | 1     | 1     | 1        | --    | .500  | 155   | 36.1  | 38       | 1        | 14    | 1    | 0     | 23       | 0     | 0     | 16    | 15       | 3.72     | 1.43    |
| 1990년      | 주니치      | 21    | 0     | 0     | 0     | 0       | 0     | 2     | 0        | --    | .000  | 135   | 30.2  | 30       | 2        | 13    | 2    | 3     | 16       | 0     | 0     | 23    | 21       | 6.16     | 1.40    |
| 1991년      | 주니치      | 2     | 0     | 0     | 0     | 0       | 0     | 0     | 0        | --    | ----  | 12    | 2.1   | 5        | 0        | 1     | 0    | 0     | 0        | 0     | 0     | 1     | 1        | 3.86     | 2.57    |
| 1992년      | 주니치      | 16    | 0     | 0     | 0     | 0       | 0     | 0     | 0        | --    | ----  | 105   | 23.2  | 28       | 1        | 5     | 0    | 0     | 15       | 1     | 0     | 12    | 9        | 3.42     | 1.39    |
| 통산 : 10년 | 통산 : 10년 | 199   | 97    | 15    | 2     | 0       | 28    | 45    | 1        | --    | .384  | 3113  | 713.2 | 786      | 93       | 253   | 6    | 17    | 345      | 8     | 0     | 420   | 375      | 4.73     | 1.46    |